# Vysšaja Liga 1990
L'edizione 1990 della Vysšaja Liga fu la 54ª del massimo campionato sovietico di calcio; fu vinta dalla Dinamo Kiev, giunta al suo tredicesimo titolo.

## Avvenimenti
Il torneo, svoltosi dal 1º marzo al 20 novembre 1990, vide dopo la prima giornata la defezione del Žalgiris Vilnius, che in seguito all'indipendenza della Lituania dall'URSS abbandonò il campionato per unirsi alla neocostituita A Lyga. Il numero delle squadre partecipanti, quattordici, era già stato influenzato dalla secessione della Georgia, non rimpiazzata col chiaro intento politico di non riconoscere l'avvenimento. La Dinamo Kiev si aggiudicò la vittoria finale assicurandosela con due giornate di anticipo nonostante alcune partenze importanti avvenute nel corso della stagione (i titolari Oleg Protasov e Oleksij Mychajlyčenko furono ceduti rispettivamente all'Olympiakos e alla Sampdoria). Per quanto riguarda le coppe europee, la vittoria del CSKA Mosca in Coppa dell'URSS liberò un posto in zona UEFA, occupato dai campioni in carica dello Spartak Mosca.
In zona retrocessione il Rotor, condannato all'ultima posizione con due giornate di anticipo, ebbe comunque la sorte di disputare un playoff con la quarta classificata del Pervaja Liga, il Lokomotiv Mosca, dato che era prevista la riespansione del campionato dall'annata successiva, ma la sprecò perdendo con un punteggio complessivo di 3-2.

## Squadre partecipanti
| Club          | Rosa     | Repubblica     | Città          | Stadio                  | Posizione 1989                         |
| ------------- | -------- | -------------- | -------------- | ----------------------- | -------------------------------------- |
| Ararat        | dettagli | RSS Armena     | Erevan         | Stadio Hrazdan          | 12° in Vysšaja Liga                    |
| Čornomorec'   | dettagli | RSS Ucraina    | Odessa         | Stadio Centrale ChMP    | 6° in Vysšaja Liga                     |
| CSKA Mosca    | dettagli | RSFS Russa     | Mosca          | Stadio Centrale Lenin   | Vincitore della Pervaja Liga, promosso |
| Dinamo Kiev   | dettagli | RSS Ucraina    | Kiev           | Stadio della Repubblica | 3° in Vysšaja Liga                     |
| Dinamo Minsk  | dettagli | RSS Bielorussa | Minsk          | Stadio Dinamo di Minsk  | 9° in Vysšaja Liga                     |
| Dinamo Mosca  | dettagli | RSFS Russa     | Mosca          | Stadio Dinamo (Mosca)   | 8° in Vysšaja Liga                     |
| Dnepr         | dettagli | RSS Ucraina    | Dnipropetrovsk | Stadio Meteor           | 2° in Vysšaja Liga                     |
| Metalist      | dettagli | RSS Ucraina    | Charkiv        | Metalist Stadium        | 7° in Vysšaja Liga                     |
| CSKA Pamir    | dettagli | RSS Tagika     | Dušanbe        | Stadio Pamir            | 13° in Vysšaja Liga                    |
| Rotor         | dettagli | RSFS Russa     | Volgograd      | Stadio Rotor            | 10° in Vysšaja Liga                    |
| Šachtar       | dettagli | RSS Ucraina    | Donec'k        | Stadio Šachtar          | 14° in Vysšaja Liga                    |
| Spartak Mosca | dettagli | RSFS Russa     | Mosca          | Stadio Centrale Lenin   | Campione dell'URSS                     |
| Torpedo Mosca | dettagli | RSFS Russa     | Mosca          | Stadio Torpedo          | 5° in Vysšaja Liga                     |
| Žalgiris      | dettagli | RSS Lituana    | Vilnius        | Stadio Žalgiris         | 4° in Vysšaja Liga                     |

### Allenatori
| Squadra       | Allenatore                                      |
| ------------- | ----------------------------------------------- |
| Ararat        | Armenak Sarkisyan                               |
| Čornomorec'   | Viktor Prokopenko                               |
| CSKA Mosca    | Pavel Sadyrin                                   |
| Dnepr         | Jevhen Kučerevs'kyj                             |
| Dinamo Kiev   | Valeri Lobanovski Anatolij Puzač (da settembre) |
| Dinamo Minsk  | Ėduard Malafeeŭ                                 |
| Dinamo Mosca  | Anatoly Byshovets Semen Al'tman (da luglio)     |
| Metalist      | Leonid Tkachenko                                |
| CSKA Pamir    | Sharif Nazarov                                  |
| Rotor         | Aleksandr Sevidov Vladimir Fayzulin (da luglio) |
| Šachtar       | Valeriy Yaremchenko                             |
| Spartak Mosca | Oleg Romancev                                   |
| Torpedo Mosca | Valentin Ivanov                                 |
| Žalgiris      | Benjaminas Zelkevičius                          |

## Classifica finale
|                             | Pos. | Squadra       | Pt | G  | V  | N  | P  | GF | GS | DR  |
| --------------------------- | ---- | ------------- | -- | -- | -- | -- | -- | -- | -- | --- |
| Unione Sovietica (bandiera) | 1.   | Dinamo Kiev   | 34 | 24 | 14 | 6  | 4  | 44 | 20 | +24 |
|                             | 2.   | CSKA Mosca    | 31 | 24 | 13 | 5  | 6  | 43 | 26 | +17 |
|                             | 3.   | Dinamo Mosca  | 31 | 24 | 12 | 7  | 5  | 27 | 24 | +3  |
|                             | 4.   | Torpedo Mosca | 30 | 24 | 13 | 4  | 7  | 28 | 24 | +4  |
|                             | 5.   | Spartak Mosca | 29 | 24 | 12 | 5  | 7  | 39 | 26 | +13 |
|                             | 6.   | Dnepr         | 28 | 24 | 11 | 6  | 7  | 39 | 26 | +13 |
|                             | 7.   | Ararat        | 23 | 24 | 8  | 7  | 9  | 25 | 23 | +2  |
|                             | 8.   | Šachtar       | 22 | 24 | 6  | 10 | 8  | 23 | 31 | -8  |
|                             | 9.   | Čornomorec'   | 19 | 24 | 8  | 3  | 13 | 23 | 29 | -6  |
|                             | 10.  | CSKA Pamir    | 18 | 24 | 7  | 4  | 13 | 26 | 34 | -8  |
|                             | 12.  | Dinamo Minsk  | 15 | 24 | 6  | 3  | 15 | 20 | 34 | -14 |
|                             | 13.  | Rotor         | 14 | 24 | 4  | 6  | 14 | 14 | 39 | -25 |
|                             | 14.  | Žalgiris      | -  | -  | -  | -  | -  | -  | -  | -   |

### Verdetti
- Dinamo Kiev campione dell'Unione Sovietica 1990. Qualificato in Coppa dei Campioni 1991-1992
- CSKA Mosca qualificato alla Coppa delle Coppe 1991-1992
- Dinamo Mosca, Torpedo Mosca e Spartak Mosca qualificate in Coppa UEFA 1991-1992
- Rotor Volgograd retrocesso in Pervaja Liga 1991.
- Žalgiris Vilnius abbandona il campionato dopo una giornata per effetto della secessione verso la A Lyga lituana.[2]

### Squadra campione
- Viktor Čanov (21)
- Serhiy Shmatovalenko (22)
- Anatoli Demianenko (15)
- Oleh Kuznjecov (20)
- Serhiy Zayets (17)
- Akhrik Tsveiba (20)
- Ivan Jaremčuk (18)
- Vasyl' Rac (21)
- Oleg Salenko (21)
- Hennadij Lytovčenko (24)
- Oleg Protasov (16)
- Allenatore: Valeri Lobanovski, da settembre Anatolij Puzač

Riserve
- Sergei Yuran (13), Oleh Luzhny (12), Serhij Kovalec' (11), Andriy Annenkov (8), Oleksij Mychajlyčenko (8), Volodymyr Bezsonov (7), Pavlo Yakovenko (6), Andriy Bal' (4), Aleksandr Zhidkov (4), Borys Derkach (3), Andriy Aleksanenkov (3), Yuriy Moroz (3).[3]

## Spareggio promozione-retrocessione
|                 | Risultati |                 | Luogo e data     |  |
| --------------- | --------- | --------------- | ---------------- |  |
| Lokomotiv Mosca | 3 - 1     | Rotor           | 11 novembre 1990 |  |
| Rotor           | 1 - 0     | Lokomotiv Mosca | 17 novembre 1990 |  |

## Classifica marcatori
|  | Gol | Marcatore          | Squadra       |
|  | --- | ------------------ | ------------- |
|  | 12  | Oleh Protasov      | Dinamo Kiev   |
|  | 12  | Valerij Šmarov     | Spartak Mosca |
|  | 10  | Eduard Son         | Dnepr         |
|  | 9   | Aleksandr Mostovoj | Spartak Mosca |
|  | 9   | Mykola Kudryc'kyj  | Dnepr         |
|  | 9   | Mūḩsin Muḩammadiev | SKA Pamir     |
|  | 9   | Sergej Juran       | Dinamo Kiev   |
|  |     |                    |               |

## Statistiche

### Capoliste solitarie
- 2ª giornata:  Dnepr
- 5ª giornata:  Spartak Mosca
- 7ª-9ª giornata:  CSKA Mosca
- 10ª-12ª giornata:  Dinamo Minsk
- 14ª giornata:  Dinamo Kiev

- 16ª giornata:  CSKA Mosca
- 17ª giornata:  Spartak Mosca
- 20ª giornata:  Spartak Mosca
- 21ª-24ª giornata:  Dinamo Kiev

### Squadre
- Maggior numero di vittorie:  Dinamo Kiev (14)
- Minor numero di sconfitte:  Dinamo Kiev (4)
- Migliore attacco:  Dinamo Kiev (44 gol fatti)
- Miglior difesa:  Dinamo Kiev (20 gol subiti)
- Miglior differenza reti:  Dinamo Kiev (+24)
- Maggior numero di pareggi:  Šachtar (10)
- Minor numero di pareggi:  Čornomorec',  Dinamo Minsk (3)
- Maggior numero di sconfitte:  Dinamo Minsk (15)
- Minor numero di vittorie:  Rotor (4)
- Peggiore attacco:  Metalist (13 gol fatti)
- Peggior difesa:  Rotor (34 gol subiti)
- Peggior differenza reti:  Rotor (-25)

### Giocatori
- Capocannoniere: Oleg Protasov ( Dinamo Kiev) e Valeri Shmarov ( Spartak Mosca), 12 reti

### Partite
- Più gol:[8]

 Spartak Mosca -  CSKA Mosca 5-4 (16 marzo 1990)